# استانستد مانتفیچت
استانستد مانتفیچت (به انگلیسی: Stansted Mountfitchet) یک روستا و محله مدنی در بریتانیا است که در آتلزفورد واقع شده‌است. استانستد مانتفیچت ۶٬۰۱۱ نفر جمعیت دارد.